# 비토리오 스토라로
비토리오 스토라로(이탈리아어: Vittorio Storaro, 1940년 6월 24일 ~ )는 이탈리아의 촬영 감독이다.
2003년 국제 촬영 감독 조합에서 스토라로를 역사상 가장 영향력 있는 촬영 감독 중 한명으로 선정하였다.

## 영화
- 수정 깃털의 새
- 순응자
- 파리에서의 마지막 탱고
- 1900년 (영화)
- 지옥의 묵시록
- 레즈 (영화)
- 마지막 황제
- 뉴욕스토리 (영화)
- 딕 트레이시 (1990년 영화)
- 불워스
- 카페 소사이어티
- 원더 휠 (영화)
- 레이니 데이 인 뉴욕

## 수상
- 제52회 아카데미상
- 제54회 아카데미상
- 제60회 아카데미상
- 제63회 아카데미상
- 제42회 영국 아카데미 영화상
- 제44회 영국 아카데미 영화상
- 1998년 칸 영화제